# Вашингтон (Нью-Гемпшир)
Вашингтон (англ. Washington) — місто (англ. town) в США, в окрузі Салліван штату Нью-Гемпшир. Населення — 1192 особи (2020).

## Демографія
Згідно з переписом 2010 року, у місті мешкали 1123 особи в 459 домогосподарствах у складі 336 родин. Було 1093 помешкання
Расовий склад населення:
| - 97,2 % — білих - 0,8 % — корінних американців - 0,5 % — азіатів - 0,4 % — чорних або афроамериканців |

До двох чи більше рас належало 1,0 %. Частка іспаномовних становила 1,3 % від усіх жителів.
За віковим діапазоном населення розподілялося таким чином: 20,6 % — особи молодші 18 років, 59,0 % — особи у віці 18—64 років, 20,4 % — особи у віці 65 років та старші. Медіана віку мешканця становила 46,5 року. На 100 осіб жіночої статі у місті припадало 109,5 чоловіків;  на 100 жінок у віці від 18 років та старших — 107,9 чоловіків також старших 18 років.
Середній дохід на одне домашнє господарство  становив 91 235 доларів США (медіана — 73 333), а середній дохід на одну сім'ю — 99 204 долари (медіана — 71 620). Медіана доходів становила 60 179 доларів для чоловіків та 55 688 доларів для жінок. За межею бідності перебувало 4,1 % осіб, у тому числі 0,0 % дітей у віці до 18 років та 8,7 % осіб у віці 65 років та старших.
Цивільне працевлаштоване населення становило 752 особи. Основні галузі зайнятості: роздрібна торгівля — 21,1 %, освіта, охорона здоров'я та соціальна допомога — 15,4 %, виробництво — 13,8 %, будівництво — 13,8 %.